# Sociedade Musical União dos Artistas
A Sociedade Musical União dos Artistas, em Laguna (Santa Catarina), foi fundada em 3 de maio de 1860, sendo a mais antiga banda civil em atividade em Santa Catarina e uma das mais antigas do Brasil. Tem como presidente Giovani Sebastião Cardoso, maestro Renato Vicente e cerca de 35 músicos. Seu repertório é eclético: de músicas religiosas a populares.